# KAORI
KAORI(1976년 2월 28일 ~ , 카오리)는 가수이자 성우이다. 2008년까지 성우 활동, 가수 활동을 하다가 2012년에 근긴장성 발성장애를 호소하여 치료를 위해 활동 중단했다.